# Bafra
Bafra és una ciutat i districte de la província de Samsun, a Turquia. Té una superfície de 1.503 km2, i una població de més de 140.000 habitants. Es troba a 20 quilòmetres de la Mar Negra, al fèrtil delta de Kızılırmak, i a 52 km al nord-oest de Samsun, i està connectada per la carretera estatal D.010.
La plana de Bafra és famosa a Turquia pel seu sòl ric i les seves condicions de cultiu de tabac d'alta qualitat. La ciutat és molt coneguda a Turquia pels seus gelats, cigarrets, tabac i productes agrícoles.